# Calcio Como 2005-2006
Questa voce raccoglie le informazioni riguardanti il Calcio Como nelle competizioni ufficiali della stagione 2005-2006.

## Competizioni ufficiali
Nella stagione 2005-2006 il Como ha concorso in due competizioni ufficiali:
- Serie D: 4º classificato nel girone B, qualificato ai play-off dove viene eliminato dalla Tritium.
- Coppa Italia Serie D: eliminato al secondo turno, si qualifica la Tritium nel girone con Como e Renate.

## Rosa
| N. |                   | Ruolo | Calciatore           |
| -- | ----------------- | ----- | -------------------- |
|    | Italia (bandiera) | P     | Mattia Guerriero     |
|    | Italia (bandiera) | P     | Moreno Impagnatiello |
|    | Italia (bandiera) | P     | Andrea Lamacchia     |
|    | Italia (bandiera) | D     | Matteo Binda         |
|    | Italia (bandiera) | D     | Massimiliano Caliari |
|    | Italia (bandiera) | D     | Claudio Carrafiello  |
|    | Italia (bandiera) | D     | Alessio De Stefani   |
|    | Italia (bandiera) | D     | Antonio Pedrocchi    |
|    | Italia (bandiera) | D     | Andrea Romano        |
|    | Italia (bandiera) | D     | Roberto Rudi         |
|    | Italia (bandiera) | C     | Fabrizio Castelnuovo |
|    | Italia (bandiera) | C     | Carlo Ceriani        |
|    | Italia (bandiera) | C     | Davide Gavazzi       |

| N. |                    | Ruolo | Calciatore          |
| -- | ------------------ | ----- | ------------------- |
|    | Italia (bandiera)  | C     | Gianluca Greco      |
|    | Italia (bandiera)  | C     | Luca Guidetti       |
|    | Italia (bandiera)  | C     | Aldo Monza          |
|    | Italia (bandiera)  | C     | Mattia Morandi      |
|    | Italia (bandiera)  | C     | Gionata Passerini   |
|    | Albania (bandiera) | C     | Altin Shala         |
|    | Italia (bandiera)  | A     | Massimo Cicconi     |
|    | Italia (bandiera)  | A     | Luca Cremona        |
|    | Italia (bandiera)  | A     | Giuseppe Matarrese  |
|    | Italia (bandiera)  | A     | Emanuele Pappalardo |
|    | Italia (bandiera)  | A     | Anselmo Robbiati    |
|    | Italia (bandiera)  | A     | Simone Soncini      |

### Calciatori ceduti durante la stagione
| N. |                   | Ruolo | Calciatore                                                 |
| -- | ----------------- | ----- | ---------------------------------------------------------- |
|    | Angola (bandiera) | D     | Alvaro Bidiaka Pires (alla Castellettese da dicembre 2005) |
|    | Italia (bandiera) | A     | Ferdinando Piro (alla Villacidrese da gennaio 2006)        |

## Organigramma societario
Area direttiva
- Presidente: Giangerolamo Barzaghi
- Vice presidenti: Vincenzo Angiuoni, Gian Pasquale Bertossi, Alberto Brivio, Carlo Roda, Silvio Santambrogio
- Direttore generale: Corrado Vaccarisi

Area tecnica
- Direttore sportivo: Luigi Cappelletti
- Allenatore: Giacomo Gattuso
- Allenatore in seconda: Giovanni Cusatis
- Allenatore dei portieri: Gabriele Frigerio
- Preparatore atletico: Flavio Alberio

Area sanitaria
- Medici sociali: Paolo Mascetti, Alberto Giughiello